# 小谷憲一
小谷 憲一（こたに けんいち、1954年2月10日 - ）は、日本の漫画家。京都府宮津市出身。血液型はAB型。

## 経歴
幼少期は子どもらしいワンカットのイラストを描いて遊んでいた。小学生の頃は漫画雑誌「少年キング」にイラストを投稿し、物語の創作もはじめていた。中学時代は漫画を時々読む程度で描くことから遠ざかり、高校時代は運転免許を取得しオートバイに夢中になっていたが、この時期に絵を描くことへの興味も再び湧き、卒業後は京都市のデザインスタジオに就職する。その頃はテキスタイルデザイナーを志していた。しかしスタジオの上司の指導内容に納得が行かず、従わない事がしばしばあった。就職して2年目に喧嘩になり「東京へ行って勉強して来い」と言われ、スタジオを追われる。
デザインスタジオ退職後、すぐには上京せず、清水焼の職人をしていた親戚を頼り陶芸師として修業を始める。だが、どうにも性に合わず、デザインの仕事を求めて上京することを決意。全財産は手元の8万円のみであった。上京後は従業員寮のある銀座のクラブで働き、合間に漫画を描いては漫画編集部に持ち込みをしたり新人賞に投稿する生活を始める。
22歳の時に『週刊少年チャンピオン』（秋田書店）に掲載されていた手塚プロダクションのアシスタント募集の広告を目にし応募、採用されアシスタントの一員となる。手塚プロには1年ほど在籍しており、小谷にとっては実り多い時期であったが、「自分の目指す絵の方向性と異なるのではないか」という考えと、「保障された生活では甘えが出るため自分を追い込みたい」との考えにより手塚プロを離れる。再び銀座のクラブで働きながら他の漫画家のアシスタントも務め、自分の漫画制作をする生活に戻る。
『週刊少年ジャンプ』（集英社）で連載していた高橋よしひろのアシスタントを務めていたこともあり、自身の漫画をジャンプ編集部に持ち込むようになる。やがて担当編集者が付き、漫画制作のアドバイスを受ける。23歳の時に『週刊少年ジャンプ』1977年20号にて読切作品「山犬狩り」が掲載されデビュー。翌1978年には『週刊少年ジャンプ』37号に読切作品「黒獅子魂」を掲載し、同年同誌43号から1979年2号まで掲載された『渡り教師』（原作：高山芳紀）での連載デビューを経て、『週刊少年ジャンプ』1979年31号より代表作『テニスボーイ』（原作：寺島優）の連載を始める。以後、『週刊少年ジャンプ』や『月刊少年ジャンプ』、『スーパージャンプ』等の集英社の漫画雑誌を中心に執筆活動を続けている。

## 作品リスト

### 漫画作品
- 山犬狩り（週刊少年ジャンプ 1977年20号、読切）
- 黒獅子魂（週刊少年ジャンプ 1978年37号、読切）
- 渡り教師（原作：高山芳紀、週刊少年ジャンプ 1978年43号 - 1979年2号、全1巻）
- テニスボーイ（原作：寺島優、週刊少年ジャンプ 1979年31号 - 1982年9号、全14巻、JCS版全9巻、文庫版全9巻）
- ウイニング・ショット（原作：寺島優、週刊少年ジャンプ 1982年21号 - 43号、全3巻）
- OH! GAL（週刊少年ジャンプ 1980年12号、読切）
- アビイ・ロード（週刊少年ジャンプ 1981年12号、読切）
- 昨日へのLOVEトリップ（フレッシュジャンプ1982年創刊3号、読切）[6]
- スキャンドール（週刊少年ジャンプ 1983年3号 - 39号、全4巻、JSA版全3巻）
- KID（週刊少年ジャンプ 1984年22号 - 40号、全2巻）
- ウルフにKISS（原作：寺島優、週刊少年ジャンプ 1985年39号 - 51号、全2巻）
- 気ままにアイドル（コミックバーガー 創刊号（1986年11月） - 1990年、全7巻、ホーム社版全5巻）
- ホールドアップ☆キッズ（月刊少年ジャンプ、1986年 - 1990年、全11巻）
- 17ANS（スーパージャンプ 1990年10月号 - 1995年24号、全14巻）
- Doubles（月刊少年ジャンプ、1991年 - 1992年、全2巻）
- SHOW!（スーパージャンプ 1996年9号 - 1997年1号、全2巻）
- DESIRE（スーパージャンプ 1997年10号 - 2006年8号、全25巻）
  - DESIRE 2nd season（スーパージャンプ 2006年17号 - 2010年5号、全7巻） ※月1回連載
  - DESIRE web season
- そして、僕は君に還る（スーパージャンプ 2010年10号 - 2011年1号、全2巻）

### 短編集などの書籍
- 小谷憲一短編集1 ショッキングMOMOKO（1991年9月、集英社、全1巻）
- 小谷憲一セレクション（1999年12月、集英社、全1巻）
- DESIRE-the best shot―KEN-ICHI KOTANI ILLUSTRATRAIONS（2001年12月、集英社、全1巻） - 『DESIRE』のイラスト集
- DESIRE Premium Collection（2007年3月 - 7月、集英社、全5巻） - 『DESIRE』の傑作選

## 関連作品
- ブラック・ジャック創作秘話〜手塚治虫の仕事場から〜（2009年、秋田書店） - アシスタント時代の小谷が登場
- ブラック・ジャックREAL〜感動の医療体験談〜（2013年、秋田書店） - 実話を元にしたストーリーに、手塚治虫のアシスタント経験者らが絵を描いた作品集。小谷も1編を担当

## アシスタント
- 浅田弘幸[7]
- 柴山薫[8]
- 玉木美孝 - 浅田の紹介により、アシスタントを務めた[9]。
- 中嶋ちずな - 5年ほど、小谷のもとでアシスタントを務めた[10]。